# Irena Szewińska
Irena Szewińska (nascida Kirszenstein; Leningrado, 24 de maio de 1946 — Varsóvia, 29 de junho de 2018) foi uma velocista polonesa e uma das mais prolíficas atletas do mundo por duas décadas, em múltiplas modalidades do atletismo. Eleita a Atleta do Século da Polônia.
Entre 1964 e 1980, Irena participou de cinco Jogos Olímpicos, ganhou sete medalhas - três delas de ouro - em cinco modalidades diferentes, quebrou sete recordes mundiais de velocidade e foi a primeira atleta no mundo - homem ou mulher - a ter recordes nos 100 m, 200 m e 400 metros ao mesmo tempo, feito único até hoje. Conquistou treze medalhas em campeonatos europeus e, entre 1965 e 1979, ganhou 26 títulos nacionais poloneses nos 100 m, 200 m, 400 m, revezamento 4x400 metros e no salto em distância.
Foi presidente da Federação de Atletismo da Polônia e membro do Comitê Olímpico Internacional desde 1998. Em 2005, tornou-se a terceira mulher a ser eleita para o Conselho Geral da Associação Internacional das Federações de Atletismo. Foi também a primeira atleta a ser premiada com o United Press International Athlete of the Year Award.
Morreu em 29 de junho de 2018, aos 72 anos, em Varsóvia.

## Carreira
Apesar de nascida na antiga União Soviética, os pais de Irena eram poloneses e ela viveu na Polônia desde a infância. Aos 18 anos, e ainda com seu nome de solteira, Kirszenstein, participou dos Jogos Olímpicos de Tóquio e ganhou duas medalhas de prata, nos 200 m e no salto em distância, tornando-se campeã olímpica junto com Teresa Ciepły, Halina Górecka e Ewa Kłobukowska, na surpreendente vitória do revezamento 4x100 feminino da Polônia sobre a equipe norte-americana.
No ano seguinte, 1965, Irena quebrou o recorde mundial dos 200 m marcando 22s7 em Varsóvia e igualou o recorde dos 100 m, 11s1, em Praga, na Tchecoslováquia.
Em 1968, Irena casou-se com seu técnico, Janusz Szewińsky, e com o nome de casada começou a escrever uma história de mais doze anos de vitórias e recordes no atletismo. Nos Jogos da Cidade do México em 1968, ela chegou em terceiro nos 100 m, mas seu grande momento aconteceu na prova dos 200 m, quando conquistou a medalha de ouro com novo recorde mundial, 22s58.
Entre 1968 e 1974, a carreira de Irena ficou mais espaçada, competindo menos e com uma participação modesta em Munique 1972, quando ficou apenas com o bronze nos 200 metros rasos. A partir de 1974, entretanto, seus resultados em competições voltaram a ser expressivos, com as medalhas de ouro nos 100 e 200 m do Campeonato Europeu de Atletismo daquele ano, além de um novo recorde mundial para os 200 m, 22s21, conseguido em Potsdam, Alemanha Oriental. Mais importante, Irena disputou os 400 m, prova em que não costumava competir, e, em Varsóvia, quebrou o recorde mundial da distância, marcando 49s9, tornando-se a primeira mulher no mundo a correr a prova olímpica em menos de 50s.
Aos 30 anos, numa idade em que muitos velocistas já abandonaram ou estão no ocaso da carreira, Irena resolveu se dedicar à mais dura das provas de velocidade, os 400 m, mas ideal para suas condições atléticas no momento, por combinar velocidade pura com resistência. Nos Jogos Olímpicos de Montreal, em 1976, ela fez o que muitos consideram a corrida de sua vida, conquistando a medalha de ouro - seu terceiro olímpico - e estabelecendo novamente nova marca mundial de 49s29, tempo que três décadas depois, ao alcance de muito poucas atletas.
Até a aparição da alemã-oriental Marita Koch, que viria a ser sua grande adversária no final da carreira de uma e início da outra, a marca de Irena parecia impossível de ser batida, ao menos em curto prazo. A vitória em Montreal foi o fecho de ouro de suas vitórias olímpicas, a sétima medalha olímpica em cinco provas diferentes, pelo qual ela é recordada.
Sua grande vitória contra Koch aconteceu em Dusseldorf, na Alemanha Ocidental, na Copa do Mundo de Atletismo de 1977, quando as duas disputaram até a linha de chegada os 400 m, com Irena vencendo por uma cabeça e fazendo o segundo melhor tempo da prova (49s51), atrás apenas de seu próprio recorde. Ela tinha 31 anos e Marita Koch 20. Seu reinado chegou ao fim no ano seguinte, quando, no Campeonato Europeu de Atletismo, realizado em Praga, ela chegou em terceiro na prova vencida por Koch, que quebrou o recorde mundial e tornou-se a primeira mulher a correr os 400 m abaixo dos 49s (48s94), como ela havia sido a primeira a correr a distância em menos de 50s, quatro anos antes.
A última grande competição de Irena Szewińska foram os Jogos Olímpicos de Moscou, em 1980, onde, aos 32 anos, em seus quintos Jogos, sofreu uma distensão muscular e não conseguiu se classificar para as finais. Encerrou a carreira pouco depois e passou a trabalhar com o esporte em cargos executivos de alto nível na Polônia e internacionalmente.